# Pärlaviken
Pärlaviken är en sjö i Krokoms kommun i Jämtland och ingår i Indalsälvens huvudavrinningsområde.